# Carlos Páez Rodríguez
Carlos Miguel Páez Rodríguez (Montevideo, 31 de octubre de 1953) es un técnico agropecuario, empresario, publicista, escritor y conferencista uruguayo. Además fue deportista y jugador de rugby del equipo uruguayo Old Christians Club, club junto al cual él es uno de los supervivientes de la tragedia del avión FAU 571 en los Andes en 1972.

## Biografía
Páez es hijo de Madelón Rodríguez Gómez y el artista Carlos Páez Vilaró. Tiene cinco hermanos: Mercedes, Agó, Sebastián, Florencio y Alejandro. Es padre de dos hijos, María Elena de los Andes "Gochi" y Carlos Diego Páez. Carlitos estudió en el Colegio Stella Maris de Montevideo. Fue parte del equipo de rugby Old Christians.
El 13 de octubre de 1972, tenía 18 años cuando formó parte del accidente de los Andes, era el menor de los sobrevivientes, cumplió 19 años en la cordillera de los Andes, aunque dentro del fuselaje, al quedar sepultado en la avalancha ocurrida dos días atrás. Fue el 22 de diciembre de 1972, tras 72 días en la cordillera, que entre 16 sobrevivientes del vuelo avión militar chárter Faichild F-571, Carlitos Páez fue rescatado, junto a los rugbistas uruguayos del equipo Old Christians, perdidos en la cordillera.
Sus padres Madelón y Carlos, jamás perdieron las esperanzas de encontrarlo con vida, emprendieron colectas y viajes para dar con su paradero. Ambos escribieron libros que relatan la experiencia vivida como padres. Mientras su madre Madelón escribió El rosario de los Andes (2009), su padre escribió su experiencia en el libro Entre mi hijo y yo, la luna (1982). 
En la película ¡Viven! (1993), Carlitos Páez fue interpretado por el actor Bruce Ramsay.
Después del accidente, Páez se dedicó a las tareas relacionadas al campo varios años, luego vivió varios años en Maldonado, en Casapueblo. En 1992 ingresó en la actividad publicitaria. Además se dedica a dar conferencias en el mundo entero.
En La sociedad de la nieve, película de 2023 dirigida por Juan Antonio Bayona sobre la tragedia de los Andes, interpreta a su padre.

## Libros
- 2007, Después del día diez, con Miguel Ángel Campodónico, Alienta Editorial (ISBN 9788493521264).
- 2011, Mi segunda cordillera.
- 2016, Desde la Cordillera del Alma.[4]

En 2007, Carlitos Páez relató su experiencia 35 años después del accidente en la cordillera de los Andes y lo que fue la reinserción en la sociedad.